# Завод карбіду кальцію в Сантьяго-де-Аркаде
Завод карбіду кальцію в Сантьяго-де-Аркаде — колишній виробничий майданчик на північному заході Іспанії.
В основу проєкту заводу поклали ідею використання гідроресурсів Галісії, для чого в 1902-му відкрили ГЕС Freixa da Roca. Її продукцію споживав створений компанією Carburos Laforet завод карбіду кальцію, обладнання якого доправили та змонтували в 1900-му.
Завод отримував продукцію плавкою вапна в електропечах (можливо відзначити, що на той час карбід кальцію, як джерело ацетилену, відігравав важливу роль в індустрії освітлення). Виробничий майданчик був розташований неподалік від узбережжя та за допомогою канатної дороги завдовжки 200 метрів сполучався із власною гаванню.
Відомо, що в 1909 році майданчик виробив 250 тонн карбіду, а в 1932 та 1933 роках цей показник становив 1019 та 1074 тонни відповідно.
З плином часу розвиток електричного освітлення нівелював значення карбіду. В 1954-му завод та ГЕС придбала компанія Sociedad Española de Carburos Metalicos, що сама колись починала з виробництва карбіду кальцію, а в підсумку перепрофілювалась на продукування промислових газів. Як наслідок, завод у Сантьяго-де-Аркаде, окрім карбіду, почав випуск ацетилену для зварювання та кисню (при цьому в 1956-му неподалік запустили невеликий електросталеплавильний завод Ferrerías de Arcade потужністю 7 тисяч тонн на рік, який став споживати частину продукції ГЕС Freixa da Roca).
У 1980-му Carburos Metalicos втратила ліцензію на виробництво електроенергії, що призвело до припинення виробництва на майданчику Сантьяго-де-Аркаде. Певний час його використовували під склади, а в 1996-му передали муніципалітету Сотомайор.